# Marie Jean François Philibert Le Carlier d'Ardon
Marie Jean-François Philbert Le Carlier d'Ardon, né le 20 novembre 1752 à Laon (Aisne) et mort le 5 fructidor an VII (22 août 1799) à Paris, est un homme politique français.
Il s'est illustré durant la Révolution française. 

## Biographie
En mai 1789, lors des États-généraux, Le Carlier, alors maire de Laon et secrétaire du roi, est élu représentant du tiers-état pour le bailliage du Vermandois, le premier sur six. Il vote en faveur du rattachement du Comtat Venaissin à la France.
En septembre 1792, Le Carlier est élu député du département de l'Aisne, le dixième sur douze, à la Convention nationale. Lors du procès de Louis XVI, il vote pour la mort, contre l'appel au peuple et contre le sursis. Il s'abstient de voter lors des scrutins sur la mise en accusation de Marat et sur le rétablissement de la Commission des Douze. 
Il siége aussi toujours pour l'Aisne au Conseil des Cinq-Cents, mais seulement quelques jours, du 26 octobre au 2 novembre 1795. Il est également ministre de la Police quelques mois, 16 mai au 29 octobre 1798.
Il épouse le 12 mai 1777 Jeanne Henriette Geneviève Mahieu de Vauvillé, dont il a notamment un fils, Marie-Charles-Henri-Philibert (1778-1860), futur conseiller général et député de l'Aisne.  

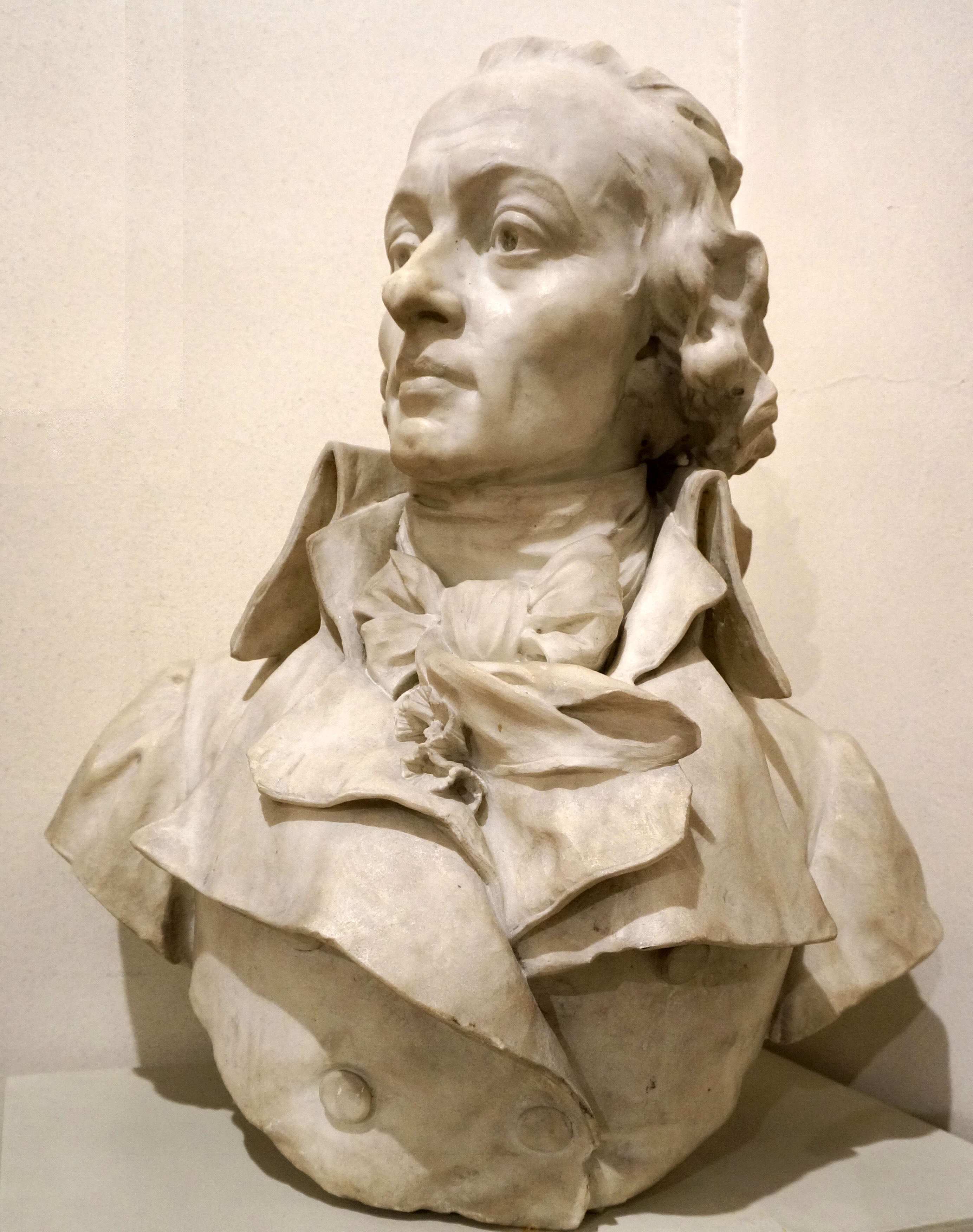
Amédée Doublemard, Buste de Marie Le Carlier, musée d'Art et d'Archéologie de Laon.